# Оскар Ланге
Оскар Ришард Ланге (на полски: Oskar Ryszard Lange) е полски икономист, дипломат и политик, работил дълго време и в Съединените щати.

## Биография
Оскар Ланге е роден на 27 юли 1904 година в Томашов Мазовецки в немско протестантско семейство ан индустриалец. През 1927 година завършва правни и стопански науки в Ягелонския университет в Краков при Адам Кшижановски и остава да преподава там. По това време става член на Полската социалистическа партия.
През 1934 година Оскар Ланге заминава със стипендия на Рокфелеровата фондация за Англия, а след това за Съединените щати, където преподава в Мичиганския (1935 – 1938) и Чикагския университет (1938 – 1945). По това време прави основните си научни приноси, като се включва в споровете около проблема на икономическото изчисление в социалистическото стопанство. Той предлага модел на пазарен социализъм с държавна собственост в икономиката, съчетана със запазване на пазарните механизми.
Към 1943 година Ланге привлича вниманието на съветския диктатор Йосиф Сталин и през следващите месеци служи като неофициален посредник между него и американския президент Франклин Делано Рузвелт по въпроса за следвоенния статут на Полша. След края на Втората световна война, от 1945 до 1947 година, е посланик в Съединените щати, а през 1947 година е първият полски представител в Организацията на обединените нации. След това се връща в Полша, където преподава икономика във Варшавския университет и заема различни политически постове в йерархията на тоталитарния режим.
Оскар Ланге умира на 2 октомври 1965 година в Лондон в резултат на усложнения след хирургическа операция.